# The Jackson Five/Diskografie
Diese Diskografie ist eine Übersicht über die musikalischen Werke der US-amerikanischen Soulband The Jackson Five (auch The Jackson 5), die sich ab 1976 The Jacksons nannte. Den Schallplattenauszeichnungen zufolge hat sie bisher mehr als 19,5 Millionen Tonträger verkauft, davon alleine in ihrer Heimat über 11,5 Millionen. Ihre erfolgreichste Veröffentlichung ist das Album Victory mit über 2,6 Millionen verkauften Einheiten.

## Alben

### Studioalben
| Jahr | Titel Musiklabel Katalog-Nr.                 | Höchstplatzierung, Gesamtwochen, AuszeichnungChartplatzierungen (Jahr, Titel, Musiklabel Katalog-Nr., Platzierungen, Wochen, Auszeichnungen, Anmerkungen) | Höchstplatzierung, Gesamtwochen, AuszeichnungChartplatzierungen (Jahr, Titel, Musiklabel Katalog-Nr., Platzierungen, Wochen, Auszeichnungen, Anmerkungen) | Höchstplatzierung, Gesamtwochen, AuszeichnungChartplatzierungen (Jahr, Titel, Musiklabel Katalog-Nr., Platzierungen, Wochen, Auszeichnungen, Anmerkungen) | Höchstplatzierung, Gesamtwochen, AuszeichnungChartplatzierungen (Jahr, Titel, Musiklabel Katalog-Nr., Platzierungen, Wochen, Auszeichnungen, Anmerkungen) | Höchstplatzierung, Gesamtwochen, AuszeichnungChartplatzierungen (Jahr, Titel, Musiklabel Katalog-Nr., Platzierungen, Wochen, Auszeichnungen, Anmerkungen) | Höchstplatzierung, Gesamtwochen, AuszeichnungChartplatzierungen (Jahr, Titel, Musiklabel Katalog-Nr., Platzierungen, Wochen, Auszeichnungen, Anmerkungen) | Anmerkungen |
| Jahr | Titel Musiklabel Katalog-Nr.                 | DE | AT | CH | UK | US | R&B | Anmerkungen |
| ---- | -------------------------------------------- | --- | --- | --- | --- | --- | --- | --- |
| 1969 | Diana Ross Presents the Jackson 5 Motown 700 | — | — | — | UK16 (4 Wo.)UK | US5 (32 Wo.)US | R&B1 (33 Wo.)R&B | Erstveröffentlichung: 18. Dezember 1969 The Jackson 5 Produzenten: Bobby Taylor, The Corporation                                                                                       |
| 1970 | ABC Motown 709                               | — | — | — | UK22 (5 Wo.)UK | US4 (50 Wo.)US | R&B1 (25 Wo.)R&B | Erstveröffentlichung: 8. Mai 1970 The Jackson 5 Produzenten: Hal Davis, The Corporation                                                                                                |
| 1970 | Third Album Motown 718                       | — | — | — | — | US4 (50 Wo.)US | R&B1 (35 Wo.)R&B | Erstveröffentlichung: 8. September 1970 The Jackson 5 Produzenten: Hal Davis, The Corporation                                                                                          |
| 1971 | Maybe Tomorrow Motown 735                    | — | — | — | — | US11 (41 Wo.)US | R&B1 (38 Wo.)R&B | Erstveröffentlichung: 12. April 1971 The Jackson 5 Produzent: Hal Davis |
| 1971 | Goin’ Back to Indiana Motown 742             | — | — | — | — | US16 (26 Wo.)US | R&B5 (19 Wo.)R&B | Erstveröffentlichung: 29. September 1971 The Jackson 5 Soundtrack zur gleichnamigen TV-Sendung Executive Producer: Berry Gordy                                                         |
| 1972 | Lookin’ Through the Windows Motown 750       | — | — | — | UK16 Silber · (8 Wo.)UK | US7 (33 Wo.)US | R&B3 (22 Wo.)R&B | Erstveröffentlichung: 23. Mai 1972 The Jackson 5 Produzenten: Hal Davis, The Corporation, Jerry Marcellino, Mel Larson, John Bristol                                                   |
| 1973 | Skywriter Motown 716                         | — | — | — | — | US44 (16 Wo.)US | R&B15 (13 Wo.)R&B | Erstveröffentlichung: 29. März 1973 The Jackson 5 Produzenten: Hal Davis, The Corporation, Mel Larson, Fonce Mizell, Freddie Perren, Deke Richards, Sherlie Matthews, Jerry Marcellino |
| 1973 | Get It Together Motown 783                   | — | — | — | — | US100 (29 Wo.)US | R&B4 (19 Wo.)R&B | Erstveröffentlichung: 12. September 1973 The Jackson 5 Produzent: Hal Davis |
| 1974 | Dancing Machine Motown 780                   | — | — | — | — | US16 (21 Wo.)US | — | Erstveröffentlichung: 5. September 1974 The Jackson 5 Produzenten: Hal Davis, Jerry Marcellino, Mel Larson                                                                             |
| 1975 | Moving Violation Motown 829                  | — | — | — | — | US36 (15 Wo.)US | R&B6 (17 Wo.)R&B | Erstveröffentlichung: 15. Mai 1975 The Jackson 5 Produzenten: Brian Holland, Hal Davis, Jerry Marcellino, Mel Larson                                                                   |
| 1976 | The Jacksons Epic 34229                      | — | — | — | UK53 Gold · (11 Wo.)UK | US36 Gold · (27 Wo.)US | R&B6 (27 Wo.)R&B | Erstveröffentlichung: 27. November 1976 The Jacksons Produzenten: Leon Huff, Kenny Gamble, Gene McFadden, John Whitehead, Dexter Wansel, The Jacksons, Victor Carstarphen              |
| 1977 | Goin’ Places Epic 34835                      | — | — | — | UK45 (1 Wo.)UK | US63 (11 Wo.)US | R&B11 (13 Wo.)R&B | Erstveröffentlichung: 8. Oktober 1977 The Jacksons Produzenten: Leon Huff, Kenny Gamble, Gene McFadden, John Whitehead, Dexter Wansel, The Jacksons, Victor Carstarphen                |
| 1978 | Destiny Epic 35552                           | — | — | — | UK33 (7 Wo.)UK | US11 Platin · (41 Wo.)US | R&B3 (45 Wo.)R&B | Erstveröffentlichung: November 1978 The Jacksons Produzenten: The Jacksons |
| 1980 | Triumph Epic 36424                           | — | — | — | UK13 Gold · (16 Wo.)UK | US10 Platin · (29 Wo.)US | R&B1 (39 Wo.)R&B | Erstveröffentlichung: Oktober 1980 The Jacksons Produzenten: The Jacksons, Greg Phillinganes                                                                                           |
| 1984 | Victory Epic 38945                           | DE5 (22 Wo.)DE | AT2 (10 Wo.)AT | CH4 (14 Wo.)CH | UK3 Gold · (13 Wo.)UK | US4 ×2Doppelplatin · (30 Wo.)US | R&B3 (28 Wo.)R&B | Erstveröffentlichung: 2. Juli 1984 The Jacksons Produzenten: Michael Jackson, Jackie Jackson                                                                                           |
| 1989 | 2300 Jackson Street Epic 40911               | DE21 (15 Wo.)DE | — | CH21 (4 Wo.)CH | UK39 (3 Wo.)UK | US59 (11 Wo.)US | R&B14 (23 Wo.)R&B | Erstveröffentlichung: 28. Mai 1989 The Jacksons Produzenten: The Jacksons, L.A. Reid, Babyface, Teddy Riley, Michael Omartian, Attala Zane Giles                                       |

grau schraffiert: keine Chartdaten aus diesem Jahr verfügbar

### Livealben
| Jahr | Titel Musiklabel Katalog-Nr.             | Höchstplatzierung, Gesamtwochen, AuszeichnungChartplatzierungen (Jahr, Titel, Musiklabel Katalog-Nr., Platzierungen, Wochen, Auszeichnungen, Anmerkungen) | Höchstplatzierung, Gesamtwochen, AuszeichnungChartplatzierungen (Jahr, Titel, Musiklabel Katalog-Nr., Platzierungen, Wochen, Auszeichnungen, Anmerkungen) | Höchstplatzierung, Gesamtwochen, AuszeichnungChartplatzierungen (Jahr, Titel, Musiklabel Katalog-Nr., Platzierungen, Wochen, Auszeichnungen, Anmerkungen) | Höchstplatzierung, Gesamtwochen, AuszeichnungChartplatzierungen (Jahr, Titel, Musiklabel Katalog-Nr., Platzierungen, Wochen, Auszeichnungen, Anmerkungen) | Höchstplatzierung, Gesamtwochen, AuszeichnungChartplatzierungen (Jahr, Titel, Musiklabel Katalog-Nr., Platzierungen, Wochen, Auszeichnungen, Anmerkungen) | Höchstplatzierung, Gesamtwochen, AuszeichnungChartplatzierungen (Jahr, Titel, Musiklabel Katalog-Nr., Platzierungen, Wochen, Auszeichnungen, Anmerkungen) | Anmerkungen |
| Jahr | Titel Musiklabel Katalog-Nr.             | DE | AT | CH | UK | US | R&B | Anmerkungen |
| ---- | ---------------------------------------- | --- | --- | --- | --- | --- | --- | --- |
| 1981 | The Jacksons Live! Epic 37545 (2)        | — | — | — | — | US30 Gold · (19 Wo.)US | R&B10 (22 Wo.)R&B | Erstveröffentlichung: 11. November 1981 The Jacksons; Doppelalbum Aufnahme: Civic Arena Pittsburgh, 13. August 1981                                                             |
| 1992 | The Jacksons: An American Dream Polygram | — | — | — | — | — | — | Erstveröffentlichung: 29. September 1992 The Jackson 5, The Jacksons, Michael Jackson Soundtrack zur gleichnamigen Fernsehsendung Aufnahme: Forum, Los Angeles, 26. August 1972 |

grau schraffiert: keine Chartdaten aus diesem Jahr verfügbar
Weitere Livealben
- 1973: The Jackson 5 in Japan! (The Jackson 5; Motown 6024)
- 1988: Michael Jackson with the Jackson 5: Live (The Jackson 5; Motown 72641)
- 2010: Live at the Forum (The Jackson 5; 2 CDs; Motown B0014405-02)

### Kompilationen
| Jahr | Titel Musiklabel Katalog-Nr.                                                             | Höchstplatzierung, Gesamtwochen, AuszeichnungChartplatzierungen (Jahr, Titel, Musiklabel Katalog-Nr., Platzierungen, Wochen, Auszeichnungen, Anmerkungen) | Höchstplatzierung, Gesamtwochen, AuszeichnungChartplatzierungen (Jahr, Titel, Musiklabel Katalog-Nr., Platzierungen, Wochen, Auszeichnungen, Anmerkungen) | Höchstplatzierung, Gesamtwochen, AuszeichnungChartplatzierungen (Jahr, Titel, Musiklabel Katalog-Nr., Platzierungen, Wochen, Auszeichnungen, Anmerkungen) | Höchstplatzierung, Gesamtwochen, AuszeichnungChartplatzierungen (Jahr, Titel, Musiklabel Katalog-Nr., Platzierungen, Wochen, Auszeichnungen, Anmerkungen) | Höchstplatzierung, Gesamtwochen, AuszeichnungChartplatzierungen (Jahr, Titel, Musiklabel Katalog-Nr., Platzierungen, Wochen, Auszeichnungen, Anmerkungen) | Höchstplatzierung, Gesamtwochen, AuszeichnungChartplatzierungen (Jahr, Titel, Musiklabel Katalog-Nr., Platzierungen, Wochen, Auszeichnungen, Anmerkungen) | Anmerkungen                                                                                             |
| Jahr | Titel Musiklabel Katalog-Nr.                                                             | DE | AT | CH | UK | US | R&B | Anmerkungen                                                                                             |
| ---- | ---------------------------------------------------------------------------------------- | --- | --- | --- | --- | --- | --- | --- |
| 1972 | Jackson 5 Greatest Hits Motown 741                                                       | — | — | — | UK23 Silber · (14 Wo.)UK | US12 (41 Wo.)US | R&B2 (29 Wo.)R&B | Erstveröffentlichung: 27. Dezember 1971 The Jackson 5                                                   |
| 1976 | Jackson 5 Anthology Motown 868 (3)                                                       | — | — | — | — | US84 (9 Wo.)US | R&B32 (5 Wo.)R&B | Erstveröffentlichung: 15. Juni 1976 The Jackson 5, Dreifachalbum                                        |
| 1983 | 18 Greatest Hits Motown 6070                                                             | — | — | — | UK1 Platin · (55 Wo.)UK | — | — | Erstveröffentlichung: 27. Juni 1983 Michael Jackson plus the Jackson 5 nur in Großbritannien erschienen |
| 1997 | The Best Of Polygram, Motown 530 804-2                                                   | — | — | — | UK5 Gold · (31 Wo.)UK | — | — | Erstveröffentlichung: 7. Juli 1997 Michael Jackson and the Jackson 5                                    |
| 2004 | The Essential Jacksons Epic 86455                                                        | — | — | — | — | — | R&B99 (1 Wo.)R&B | Erstveröffentlichung: 9. März 2004 The Jacksons                                                         |
| 2004 | The Very Best of the Jacksons Epic 516366 9                                              | — | — | — | UK7 Platin · (11 Wo.)UK | — | — | Erstveröffentlichung: 28. Juni 2004 Doppelalbum The Jackson 5, The Jacksons, Michael Jackson            |
| 2004 | The Jacksons Story Hip-O Select B0003058-02                                              | — | — | — | — | — | R&B74 (1 Wo.)R&B | Erstveröffentlichung: 20. Juli 2004 The Jackson 5, The Jacksons, Michael Jackson                        |
| 2007 | The Jacksons Story: Number 1’s (Reissue) Hip-O Select B0009599-02                        | — | — | — | — | — | R&B86 (1 Wo.)R&B | Erstveröffentlichung: 28. August 2007 The Jackson 5, The Jacksons, Michael Jackson                      |
| 2008 | The Motown Years Motown 5311546                                                          | DE36 (5 Wo.)DE | AT45 (4 Wo.)AT | CH19 (9 Wo.)CH | UK4 Gold · (12 Wo.)UK | — | — | Erstveröffentlichung: 1. September 2008 Dreifachalbum The Jackson 5, Michael Jackson                    |
| 2009 | Playlist: The Very Best of the Jacksons Epic, Legacy 88697 33559 2                       | — | — | — | — | — | R&B86 (1 Wo.)R&B | Erstveröffentlichung: 13. Januar 2009 The Jacksons                                                      |
| 2009 | Love Songs Motown B0012464-02                                                            | — | — | — | — | — | R&B36 (11 Wo.)R&B | Erstveröffentlichung: 27. Januar 2009 The Jackson 5                                                     |
| 2009 | I Want You Back! Unreleased Masters Motown B0013589-02                                   | — | — | — | — | — | R&B50 (7 Wo.)R&B | Erstveröffentlichung: 10. November 2009 The Jackson 5                                                   |
| 2010 | Icon: Jackson 5 Motown B0014574-02                                                       | — | — | — | — | — | R&B87 (10 Wo.)R&B | Erstveröffentlichung: 31. August 2010 The Jackson 5                                                     |
| 2012 | The Best of Jackson 5: 20th Century Masters The Millennium Collection Motown B0007718-02 | — | — | — | UK— GoldUK | US114 Gold · (13 Wo.)US | — | Erstveröffentlichung: 26. Oktober 1999 The Jackson 5                                                    |

grau schraffiert: keine Chartdaten aus diesem Jahr verfügbar
Weitere Kompilationen
| - 1974: Jackson 5 (The Jackson 5; 2 LPs) - 1974: Stand (The Jackson 5) - 1975: 20 Golden Greats (The Jackson 5) - 1976: Joyful Jukebox Music (The Jackson 5) - 1977: Motown Special (The Jackson 5) - 1979: Zip a Dee Doo Dah (The Jackson 5) - 1979: Boogie (The Jackson 5) - 1979: Epic Hits from the Jacksons & Michael Jackson (The Jacksons und Michael Jackson) - 1980: The Jackson 5 (The Jackson 5) - 1982: Motown Legends (The Jackson 5 feat. Michael Jackson) - 1982: The Jackson Five Featuring Michael Jackson (The Jackson 5 feat. Michael Jackson; auch bekannt als: Boys & Girls: The Original Sessions) - 1983: Great Songs and Performances That Inspired the Motown 25th Anniversary T.V. Special (The Jackson 5) - 1984: The Great Love Songs of the Jackson 5 (The Jackson 5) - 1984: 14 Greatest Hits! (The Jackson 5 und Michael Jackson) - 1986: Easy as ABC (The Jackson 5 und Michael Jackson) - 1986: Anthology (The Jackson 5, Michael Jackson und Jermaine Jackson; 2 CDs) - 1987: The Michael Jackson Mix: 40 Specially Sequenced Hits by the World Superstar (The Jackson 5 und Michael Jackson) - 1989: Beginning Years 1967–1968 (The Jackson 5 und Johnny Jackson) - 1989: The CBS Collection (Box mit 5 CDs; The Jackson 5) - 1991: Star Collection: Children of the Light (The Jackson 5 feat. Michael Jackson) - 1991: The Collection (The Jackson 5 und Michael Jackson) - 1991: First Hits (The Jackson 5) - 1992: Motown’s Greatest Hits 1969–1975 (The Jackson 5 und Michael Jackson) - 1993: The Jackson Five Featuring Michael Jackson (The Jackson 5 feat. Michael Jackson) - 1993: The Best of the Jacksons (The Jacksons) - 1994: In the Beginning (The Jackson 5) - 1994: The First Ever Recording of Jackson 5 (Stormy Monday) (The Jackson 5) - 1994: The Great Jackson 5 (The Jackson 5) - 1994: Michael the Lover (The Jackson 5) - 1995: The Very Best of Michael Jackson with the Jackson Five (The Jackson 5 und Michael Jackson) - 1995: Soulsation! (25th Anniversary Collection) (The Jackson 5; 4 CDs) | - 1995: The Ultimate Collection (The Jackson 5; UK: Gold) - 1995: Historic Early Recordings (The Jackson 5) - 1996: Early Classics (The Jackson 5 und Michael Jackson) - 1996: We Are the Jackson Five (The Jackson 5 feat. Michael Jackson) - 1996: Pre-History: The Lost Steeltown Recordings (The Jackson 5) - 1997: We Love You!: The Definite Classics Collection (Michael Jackson & the Jackson Five) - 1998: 5 (The Jackson 5) - 1999: Classic Jackson 5 (The Jackson 5) - 2000: Anthology (The Jackson 5; 2 CDs; UK: Silber, auch bekannt als: Icons) - 2000: Soul Source Jackson 5 Remixes (The Jackson 5) - 2000: Ripples and Waves: An Introduction to the Jackson Five (The Jackson 5) - 2000: It’s the Jackson 5 (The Jackson 5) - 2000: Children of the Light (The Jackson 5) - 2004: Featuring Johnny Jackson on Drums! (The Jackson 5) - 2005: Soul Masters (The Jackson 5; 15 mp3-Files) - 2006: Soul Legends (The Jackson 5) - 2007: Under the Boardwalk (The Jackson 5) - 2007: The Silver Collection (The Jackson 5 und Michael Jackson) - 2007: Colour Collection (The Jackson 5) - 2007: Super Hits (The Jacksons) - 2009: The First Recordings (The Jackson 5 und Michael Jackson) - 2009: Can You Feel It: The Jacksons Collection (The Jacksons, auch bekannt als: Hit Collection) - 2009: 1967 (The Jackson 5; 16 mp3-Files) - 2010: Ultimate 15 Original Hits (The Jackson 5) - 2012: Come and Get It: The Rare Pearls (The Jackson 5) - 2013: Milestones (The Jacksons) |

### Weihnachtsalben
| Jahr | Titel Musiklabel Katalog-Nr. | Höchstplatzierung, Gesamtwochen, AuszeichnungChartplatzierungen (Jahr, Titel, Musiklabel Katalog-Nr., Platzierungen, Wochen, Auszeichnungen, Anmerkungen) | Höchstplatzierung, Gesamtwochen, AuszeichnungChartplatzierungen (Jahr, Titel, Musiklabel Katalog-Nr., Platzierungen, Wochen, Auszeichnungen, Anmerkungen) | Höchstplatzierung, Gesamtwochen, AuszeichnungChartplatzierungen (Jahr, Titel, Musiklabel Katalog-Nr., Platzierungen, Wochen, Auszeichnungen, Anmerkungen) | Höchstplatzierung, Gesamtwochen, AuszeichnungChartplatzierungen (Jahr, Titel, Musiklabel Katalog-Nr., Platzierungen, Wochen, Auszeichnungen, Anmerkungen) | Höchstplatzierung, Gesamtwochen, AuszeichnungChartplatzierungen (Jahr, Titel, Musiklabel Katalog-Nr., Platzierungen, Wochen, Auszeichnungen, Anmerkungen) | Höchstplatzierung, Gesamtwochen, AuszeichnungChartplatzierungen (Jahr, Titel, Musiklabel Katalog-Nr., Platzierungen, Wochen, Auszeichnungen, Anmerkungen) | Anmerkungen                                                                                  |
| Jahr | Titel Musiklabel Katalog-Nr. | DE | AT | CH | UK | US | R&B | Anmerkungen                                                                                  |
| ---- | --- | --- | --- | --- | --- | --- | --- | -------------------------------------------------------------------------------------------- |
| 1970 | Jackson 5 Christmas Album auch bekannt als: The Best of the Jackson 5: The Christmas Collection auch bekannt als: Ultimate Christmas Collection Motown 713 | — | — | — | — | US36 (45 Wo.)US | R&B13 (19 Wo.)R&B | Erstveröffentlichung: 15. Oktober 1970 The Jackson 5 Produzenten: Hal Davis, The Corporation |

grau schraffiert: keine Chartdaten aus diesem Jahr verfügbar

## Singles
| Jahr | Titel Album                                               | Höchstplatzierung, Gesamtwochen, AuszeichnungChartplatzierungen (Jahr, Titel, Album, Platzierungen, Wochen, Auszeichnungen, Anmerkungen) | Höchstplatzierung, Gesamtwochen, AuszeichnungChartplatzierungen (Jahr, Titel, Album, Platzierungen, Wochen, Auszeichnungen, Anmerkungen) | Höchstplatzierung, Gesamtwochen, AuszeichnungChartplatzierungen (Jahr, Titel, Album, Platzierungen, Wochen, Auszeichnungen, Anmerkungen) | Höchstplatzierung, Gesamtwochen, AuszeichnungChartplatzierungen (Jahr, Titel, Album, Platzierungen, Wochen, Auszeichnungen, Anmerkungen) | Höchstplatzierung, Gesamtwochen, AuszeichnungChartplatzierungen (Jahr, Titel, Album, Platzierungen, Wochen, Auszeichnungen, Anmerkungen) | Höchstplatzierung, Gesamtwochen, AuszeichnungChartplatzierungen (Jahr, Titel, Album, Platzierungen, Wochen, Auszeichnungen, Anmerkungen) | Höchstplatzierung, Gesamtwochen, AuszeichnungChartplatzierungen (Jahr, Titel, Album, Platzierungen, Wochen, Auszeichnungen, Anmerkungen) | Anmerkungen | [↑]: gemeinsam behandelt mit vorhergehendem Eintrag; [←]: in beiden Charts platziert |
| Jahr | Titel Album                                               | DE | AT | CH | UK | US | R&B | Dance | Anmerkungen |                                                                                      |
| --- | --------------------------------------------------------- | --- | --- | --- | --- | --- | --- | --- | --- | ------------------------------------------------------------------------------------ |
| 1969 | I Want You Back Diana Ross Presents the Jackson 5         | DE— GoldDE | — | — | UK2 ×3Dreifachplatin · (13 Wo.)UK | US1 Platin · (19 Wo.)US | R&B1 (25 Wo.)R&B | — | Erstveröffentlichung: Oktober 1969 The Jackson 5 Grammy Hall of Fame / R&B Hall of Fame Platz 121 der Rolling Stone 500 (Liste 2011) Platz 335 der Songs of the Century (Liste 2001) Autoren: The Corporation                      |                                                                                      |
| 1970 | Who’s Loving You Diana Ross Presents the Jackson 5        | — | — | — | UK— SilberUK | —[R&B: ↑] | R&B1 (25 Wo.)R&B | — | B-Seite von I Want You Back The Jackson 5 Autor: Smokey Robinson |                                                                                      |
| 1970 | ABC                                                       | — | — | — | UK8 Platin · (11 Wo.)UK | US1 (13 Wo.)US | R&B1 (12 Wo.)R&B | — | Erstveröffentlichung: 24. Februar 1970 The Jackson 5 R&B Hall of Fame Autoren: The Corporation |                                                                                      |
| 1970 | The Love You Save ABC                                     | — | — | — | UK7 (9 Wo.)UK | US1 (17 Wo.)US | R&B1 (18 Wo.)R&B | — | Erstveröffentlichung: 13. Mai 1970 The Jackson 5 Autoren: The Corporation |                                                                                      |
| 1970 | I Found That Girl ABC                                     | — | — | — | —[US: ↑][R&B: ↑] | US1 (17 Wo.)US | R&B1 (18 Wo.)R&B | — | B-Seite von The Love You Save The Jackson 5 Autoren: The Corporation |                                                                                      |
| 1970 | I’ll Be There Third Album                                 | DE45 (1 Wo.)DE | — | — | UK4 Silber · (16 Wo.)UK | US1 (16 Wo.)US | R&B1 (13 Wo.)R&B | — | Erstveröffentlichung: 28. August 1970 The Jackson 5 Autoren: Berry Gordy, Bob West, Hal Davis, Willie Hutch |                                                                                      |
| 1971 | Mama’s Pearl Third Album                                  | — | — | — | UK25 (7 Wo.)UK | US2 (10 Wo.)US | R&B2 (11 Wo.)R&B | — | Erstveröffentlichung: 7. Januar 1971 The Jackson 5 Autoren: The Corporation |                                                                                      |
| 1971 | Never Can Say Goodbye Maybe Tomorrow                      | — | — | — | UK33 (7 Wo.)UK | US2 (12 Wo.)US | R&B1 (13 Wo.)R&B | — | Erstveröffentlichung: 16. März 1971 The Jackson 5 Autor: Clifton Davis |                                                                                      |
| 1971 | Maybe Tomorrow                                            | — | — | — | — | US20 (9 Wo.)US | R&B3 (8 Wo.)R&B | — | Erstveröffentlichung: 26. Juni 1971 The Jackson 5 Autoren: The Corporation |                                                                                      |
| 1971 | Sugar Daddy Jackson 5 Greatest Hits                       | — | — | — | — | US10 (10 Wo.)US | R&B3 (11 Wo.)R&B | — | Erstveröffentlichung: 23. November 1971 The Jackson 5 Autoren: The Corporation |                                                                                      |
| 1972 | Little Bitty Pretty One Lookin’ Through the Windows       | — | — | — | — | US13 (9 Wo.)US | R&B8 (8 Wo.)R&B | — | Erstveröffentlichung: 4. April 1972 The Jackson 5 Autor: Robert Byrd |                                                                                      |
| 1972 | Lookin’ Through the Windows                               | — | — | — | UK9 (11 Wo.)UK | US16 (10 Wo.)US | R&B5 (11 Wo.)R&B | — | Erstveröffentlichung: Juni 1972 The Jackson 5 Autor: Clifton Davis |                                                                                      |
| 1972 | Corner of the Sky Skywriter                               | — | — | — | — | US18 (12 Wo.)US | R&B9 (11 Wo.)R&B | — | Erstveröffentlichung: 2. Oktober 1972 The Jackson 5 aus dem Broadway-Musical Pippin Autor: Stephen Schwartz |                                                                                      |
| 1972 | Santa Claus Is Coming to Town A Motown Christmas          | — | — | CH69 (2 Wo.)CH | UK30 Platin · (26 Wo.)UK | US30 (11 Wo.)US | — | — | Erstveröffentlichung: 8. Dezember 1972 The Jackson 5 Autoren: J. Fred Coots, Haven Gillespie Original: Harry Reser Orchestra mit Tom Stack, 1934                                                                                   |                                                                                      |
| 1973 | Doctor My Eyes Lookin’ Through the Windows                | — | — | — | UK9 (10 Wo.)UK | US28 (… Wo.)US | — | — | Erstveröffentlichung: 2. Februar 1973 The Jackson 5 Autor und Original: Jackson Browne, 1972 |                                                                                      |
| 1973 | Hallelujah Day Skywriter                                  | — | — | — | UK20 (9 Wo.)UK | — | R&B10 (8 Wo.)R&B | — | Erstveröffentlichung: 26. Februar 1973 The Jackson 5 Autoren: Christine Yarian, Freddie Perren |                                                                                      |
| 1973 | Get It Together                                           | — | — | — | — | US28 (13 Wo.)US | R&B2 (18 Wo.)R&B | — | Erstveröffentlichung: 3. August 1973 The Jackson 5 Autoren: Berry Gordy, Donald Fletcher, Jerry Marcellino, Mel Larson |                                                                                      |
| 1973 | Skywriter                                                 | — | — | — | UK25 (8 Wo.)UK | — | — | — | Erstveröffentlichung: 24. August 1973 The Jackson 5 Autoren: Jerry Marcellino, Mel Larson |                                                                                      |
| 1974 | Dancing Machine Get It Together                           | — | — | — | — | US2 (22 Wo.)US | R&B1 (20 Wo.)R&B | — | Erstveröffentlichung: 19. Februar 1974 The Jackson 5 Autoren: Dean Parks, Donald Fletcher, Hal David |                                                                                      |
| 1974 | Whatever You Got, I Want Dancing Machine                  | — | — | — | — | US38 (11 Wo.)US | R&B3 (15 Wo.)R&B | — | Erstveröffentlichung: 1. Oktober 1974 The Jackson 5 Autoren: Jerry Marcellino, Mel Larson |                                                                                      |
| 1974 | I Am Love (Parts I & II) Dancing Machine                  | — | — | — | — | US15 (14 Wo.)US | R&B5 (12 Wo.)R&B | — | Erstveröffentlichung: 23. Dezember 1974 The Jackson 5 Autoren: Don Fenceton, Jerry Marcellino, Mel Larson |                                                                                      |
| 1975 | Forever Came Today Moving Violation                       | — | — | — | — | US60 (9 Wo.)US | R&B6 (13 Wo.)R&B | Dance1 (17 Wo.)Dance | Erstveröffentlichung: 10. Juni 1975 The Jackson 5 Autoren: Holland–Dozier–Holland |                                                                                      |
| 1975 | All I Do Is Think of You Moving Violation                 | — | — | — | — | — | R&B50 (7 Wo.)R&B | — | Erstveröffentlichung: Oktober 1975 The Jackson 5 B-Seite von Forever Came Today Autoren: Brian Holland, Michael L. Smith |                                                                                      |
| 1976 | Enjoy Yourself The Jacksons                               | — | — | — | UK42 (4 Wo.)UK | US6 Platin · (21 Wo.)US | R&B2 (20 Wo.)R&B | Dance33 (1 Wo.)Dance | Erstveröffentlichung: September 1976 The Jacksons Autoren: Kenny Gamble, Leon Huff |                                                                                      |
| 1977 | Show You the Way to Go The Jacksons                       | — | — | — | UK1 Silber · (10 Wo.)UK | US28 (10 Wo.)US | R&B6 (14 Wo.)R&B | — | Erstveröffentlichung: März 1977 The Jacksons Autoren: Kenny Gamble, Leon Huff |                                                                                      |
| 1977 | Dreamer The Jacksons                                      | — | — | — | UK22 (9 Wo.)UK | — | — | — | Erstveröffentlichung: 29. Juli 1977 The Jacksons feat. Michael Jackson Autoren: Kenny Gamble, Leon Huff |                                                                                      |
| 1977 | Goin’ Places                                              | — | — | — | UK26 (7 Wo.)UK | US52 (7 Wo.)US | R&B8 (15 Wo.)R&B | Dance40 (1 Wo.)Dance | Erstveröffentlichung: September 1977 The Jacksons Autoren: Kenny Gamble, Leon Huff |                                                                                      |
| 1977 | Music’s Taking Over Goin’ Places                          | — | — | — | — | — | —[Dance: ↑] | Dance40 (1 Wo.)Dance | Erstveröffentlichung: November 1977 The Jacksons Autoren: Gene McFadden, John Whitehead, Victor Carstarphen |                                                                                      |
| 1977 | Jump for Joy Goin’ Places                                 | — | — | — | — | — | —[Dance: ↑] | Dance40 (1 Wo.)Dance | Erstveröffentlichung: November 1977 The Jacksons Autoren: Cynthia Biggs, Dexter Wansel |                                                                                      |
| 1977 | Find Me a Girl Goin’ Places                               | — | — | — | — | — | R&B38 (12 Wo.)R&B | — | Erstveröffentlichung: Dezember 1977 The Jacksons Autoren: Kenny Gamble, Leon Huff |                                                                                      |
| 1978 | Even Though You’re Gone Goin’ Places                      | — | — | — | UK31 (4 Wo.)UK | — | — | — | Erstveröffentlichung: Januar 1978 The Jacksons Autoren: Kenny Gamble, Leon Huff |                                                                                      |
| 1978 | Blame It on the Boogie Destiny                            | — | — | — | UK8 Platin · (15 Wo.)UK | US54 (6 Wo.)US | R&B3 (16 Wo.)R&B | Dance20 (25 Wo.)Dance | Erstveröffentlichung: August 1978 The Jacksons Autoren: Dave Jackson, Elmar Krohn, Mick Jackson Original: Mick Jackson, 1978 |                                                                                      |
| 1978 | Shake Your Body (Down to the Ground) Destiny              | — | — | — | UK4 Silber · (12 Wo.)UK | US7 Platin · (22 Wo.)US | R&B3 (23 Wo.)R&B[Dance: ↑] | Dance20 (25 Wo.)Dance | Erstveröffentlichung: 28. Dezember 1978 The Jacksons Autoren: Michael Jackson, Randy Jackson |                                                                                      |
| 1978 | Destiny                                                   | — | — | — | UK39 (6 Wo.)UK | — | — | — | Erstveröffentlichung: 29. Dezember 1978 The Jacksons Autoren: Michael Jackson, Randy Jackson, Jermaine Jackson, Marlon Jackson, Tito Jackson                                                                                       |                                                                                      |
| 1980 | Lovely One Triumph                                        | — | — | — | UK29 (6 Wo.)UK | US12 (18 Wo.)US | R&B2 (18 Wo.)R&B | Dance1 (37 Wo.)Dance | Erstveröffentlichung: September 1980 The Jacksons Autoren: Michael Jackson, Randy Jackson |                                                                                      |
| 1980 | Can You Feel It Triumph                                   | — | — | — | UK6 Silber · (18 Wo.)UK | US77 (5 Wo.)US | R&B30 (9 Wo.)R&B[Dance: ↑] | Dance1 (37 Wo.)Dance | Erstveröffentlichung: September 1980 als A-Seite: Februar 1981 The Jacksons Autoren: Michael Jackson, Randy Jackson, Jackie Jackson                                                                                                |                                                                                      |
| 1980 | This Place Hotel (a.k.a. Heartbreak Hotel) Triumph        | — | — | — | UK44 (6 Wo.)UK | US22 (16 Wo.)US | R&B2 (17 Wo.)R&B | — | Erstveröffentlichung: November 1980 The Jacksons Autor: Michael Jackson |                                                                                      |
| 1981 | Walk Right Now Triumph                                    | — | — | — | UK7 (11 Wo.)UK | US73 (4 Wo.)US | R&B50 (10 Wo.)R&B | Dance5 (15 Wo.)Dance | Erstveröffentlichung: Juni 1981 The Jacksons Autoren: Michael Jackson, Randy Jackson |                                                                                      |
| 1984 | State of Shock Victory                                    | DE23 (11 Wo.)DE | — | CH11 (10 Wo.)CH | UK14 (10 Wo.)UK | US3 Gold · (15 Wo.)US | R&B4 (14 Wo.)R&B | Dance3 (11 Wo.)Dance | Erstveröffentlichung: 21. Juni 1984 The Jacksons feat. Mick Jagger Autoren: Michael Jackson, Randy Hansen |                                                                                      |
| 1984 | Torture Victory                                           | DE31 (11 Wo.)DE | — | — | UK26 (6 Wo.)UK | US17 (12 Wo.)US | R&B12 (13 Wo.)R&B | Dance9 (8 Wo.)Dance | Erstveröffentlichung: August 1984 The Jacksons Autoren: Jackie Jackson, Kathy Wakefield |                                                                                      |
| 1984 | Body Victory                                              | — | — | — | UK94 (1 Wo.)UK | US47 (7 Wo.)US | R&B39 (9 Wo.)R&B | Dance73 (2 Wo.)Dance | Erstveröffentlichung: Oktober 1984 The Jacksons Autor: Marlon Jackson |                                                                                      |
| 1987 | Time Out for the Burglar Burglar (Soundtrack)             | — | — | — | — | — | R&B88 (5 Wo.)R&B | — | Erstveröffentlichung: Februar 1987 The Jacksons vom Soundtrack des Films Die diebische Elster Autoren: Bobby Hart, Eddie Martinez, Jackie Jackson, Jeff Bova, Pamela Phillips Oland, Randy Jackson, Tony Thompson, Bernard Edwards |                                                                                      |
| 1988 | I Want You Back ’88 –                                     | — | — | — | UK8 (9 Wo.)UK | — | — | — | Erstveröffentlichung: März 1988 Michael Jackson and the Jackson 5 Remix: Mixmaster Phil Harding |                                                                                      |
| 1989 | Nothin’ (That Compares to You) 2300 Jackson Street        | DE26 (14 Wo.)DE | — | CH24 (3 Wo.)CH | UK33 (6 Wo.)UK | US77 (7 Wo.)US | R&B4 (13 Wo.)R&B | Dance8 (8 Wo.)Dance | Erstveröffentlichung: Mai 1989 The Jacksons Autoren: L.A. Reid, Babyface |                                                                                      |
| 1989 | 2300 Jackson Street                                       | — | — | — | UK76 (3 Wo.)UK | — | R&B9 (13 Wo.)R&B | — | Erstveröffentlichung: Juli 1989 The Jacksons Autoren: Gene Griffin, Jackie Jackson, Jermaine Jackson, Randy Jackson |                                                                                      |
| 1992 | Who’s Loving You (Live Version) –                         | — | — | — | — | — | R&B48 (7 Wo.)R&B | — | Erstveröffentlichung: Oktober 1992 The Jackson 5 Aufnahme: 29. Mai 1971 in Gary, Indiana |                                                                                      |
| 2007 | I Want You Back (Reissue) The Motown Years                | DE76 (2 Wo.)DE | — | CH31 (3 Wo.)CH | UK43 (8 Wo.)UK | — | — | — | Erstveröffentlichung: Januar 2007 The Jackson 5 Charteintritt in DE + CH erst im Juli 2009 |                                                                                      |
| 2009 | Who’s Loving You (Reissue) The Motown Years               | — | — | — | UK36 (5 Wo.)UK | — | — | — | Erstveröffentlichung: April 2009 The Jackson 5 |                                                                                      |
| 2009 | ABC (Reissue) The Motown Years                            | — | — | CH63 (2 Wo.)CH | UK50 (5 Wo.)UK | — | — | — | Erstveröffentlichung: Juni 2009 The Jackson 5 |                                                                                      |
| 2009 | I’ll Be There (Reissue) The Motown Years                  | — | AT60 (2 Wo.)AT | CH73 (2 Wo.)CH | UK49 (4 Wo.)UK | — | — | — | Erstveröffentlichung: Juli 2009 The Jackson 5 |                                                                                      |
| Folgende Lieder erschienen nicht als Single, wurden aber durch das Album zum Download und Streaming bereitgestellt und konnten somit eine Platzierung erlangen: |                                                           | | | | | | | | |                                                                                      |
| |                                                           | | | | | | | | |                                                                                      |
| 1970 | I Saw Mommy Kissing Santa Claus Jackson 5 Christmas Album | — | — | CH100 (1 Wo.)CH | UK84 Silber · (5 Wo.)UK | US43 (1 Wo.)US | — | — | Charteinstieg erst ab 1987, siehe Liedartikel |                                                                                      |

grau schraffiert: keine Chartdaten aus diesem Jahr verfügbar
Weitere Singles
- 1968: Big Boy
- 1968: We Don’t Have to Be over 21 (To Fall in Love)
- 1970: Santa Claus Is Comin’ to Town (UK: Silber)
- 1971: Feelin’ Alright (Diana Ross with the Jackson 5)
- 1981: Medley: I Want You Back / ABC / The Love You Save
- 1982: Working Day and Night
- 1987: Up on the House Top (Michael Jackson mit The Jackson 5)
- 1995: It’s Your Thing
- 1998: I Want You Back ’98 (The Jackson 5 feat. Black Rob)
- 2003: It’s Great to Be Here (Remix)
- 2005: Body Language (Do the Love Dance)
- 2009: That’s How Love Is (AAC-File)
- 2010: The Steeltown 45’s (EP mit 5 mp3-Files)
- 2012: If the Shoe Don’t Fit
- 2014: Jackson 5 DJ Hasebe Remixes (EP mit 6 AAC/mp3-Files)

## Videoalben
- 1978: Live at the Rainbow (The Jacksons)
- 1979: The Jacksons Live (The Jacksons)
- 1992: The Jacksons: An American Dream (The Jackson 5, The Jacksons, Michael Jackson)
- 2007: The Complete Performance Live in Mexico City 1975 (The Jackson 5)
- 2012: The Complete Animated Series (The Jackson 5)

## Boxsets
- 2008: Original Album Classics (Box mit 5 CDs; The Jacksons)
- 2013: Complete Motown Album Collection (The Jackson 5; Box mit 15 CDs)

## Statistik

### Chartauswertung
|                     | DE    | AT    | CH    | UK     | US     | R&B      |
| ------------------- | ----- | ----- | ----- | ------ | ------ | -------- |
| Nummer-eins-Alben   | DE—DE | AT—AT | CH—CH | UK1UK  | US—US  | R&B5R&B  |
| Top-10-Alben        | DE1DE | AT1AT | CH1CH | UK5UK  | US6US  | R&B14R&B |
| Alben in den Charts | DE3DE | AT2AT | CH3CH | UK14UK | US23US | R&B28R&B |

|                       | DE    | AT    | CH    | UK     | US     | R&B      | Dance        |
| --------------------- | ----- | ----- | ----- | ------ | ------ | -------- | ------------ |
| Nummer-eins-Singles   | DE—DE | AT—AT | CH—CH | UK1UK  | US4US  | R&B6R&B  | Dance2Dance  |
| Top-10-Singles        | DE—DE | AT—AT | CH—CH | UK12UK | US11US | R&B27R&B | Dance6Dance  |
| Singles in den Charts | DE5DE | AT1AT | CH7CH | UK33UK | US31US | R&B36R&B | Dance10Dance |

### Auszeichnungen für Musikverkäufe
| Goldene Schallplatte - Australien - 1982: für das Album The Jacksons Live! - Dänemark - 2022: für die Single Santa Claus Is Coming to Town - 2022: für das Lied I Saw Mommy Kissing Santa Claus - Finnland - 1984: für das Album Victory - Frankreich - 1984: für das Album Victory - Japan - 2015: für die Single I Want You Back (Digital) - 2016: für die Single ABC (Digital) - Kanada - 1979: für die Single Shake Your Body (Down to the Ground) - 1979: für das Album Destiny - 1984: für die Single State of Shock - Neuseeland - 1980: für das Album Triumph - 2004: für das Album The Very Best of the Jacksons - 2024: für das Album The Essential Jacksons - Niederlande - 1979: für das Album Destiny | Platin-Schallplatte - Australien - 2023: für die Single Santa Claus Is Coming to Town - Dänemark - 2023: für die Single I Want You Back - 2024: für die Single Blame It on the Boogie - Neuseeland - 1979: für die Single Blame It on the Boogie - 2009: für das Album Jackson 5 Christmas Album - 2021: für die Single ABC - 2023: für die Single Santa Claus Is Coming to Town - Spanien - 2024: für die Single I Want You Back 2× Platin-Schallplatte - Kanada - 1984: für das Album Victory 3× Platin-Schallplatte - Neuseeland - 2023: für die Single I Want You Back |

Anmerkung: Auszeichnungen in Ländern aus den Charttabellen bzw. Chartboxen sind in ebendiesen zu finden.
| Land/RegionAuszeichnungen für Musikverkäufe (Land/Region, Auszeichnungen, Verkäufe, Quellen) | Silber       | Gold       | Platin       | Verkäufe   | Quellen                           |
| -------------------------------------------------------------------------------------------- | ------------ | ---------- | ------------ | ---------- | --------------------------------- |
| Australien (ARIA)                                                                            | —            | Gold1      | Platin1      | 90.000     | aria.com.au                       |
| Dänemark (IFPI)                                                                              | —            | 2× Gold2   | 2× Platin2   | 270.000    | ifpi.dk DK2                       |
| Deutschland (BVMI)                                                                           | —            | Gold1      | —            | 250.000    | musikindustrie.de                 |
| Finnland (IFPI)                                                                              | —            | Gold1      | —            | 34.908     | ifpi.fi                           |
| Frankreich (SNEP)                                                                            | —            | Gold1      | —            | 100.000    | infodisc.fr                       |
| Japan (RIAJ)                                                                                 | —            | 2× Gold2   | —            | 200.000    | riaj.or.jp                        |
| Kanada (MC)                                                                                  | —            | 3× Gold3   | 2× Platin2   | 375.000    | musiccanada.com                   |
| Neuseeland (RMNZ)                                                                            | —            | 3× Gold3   | 7× Platin7   | 210.000    | aotearoamusiccharts.co.nz NZ2 NZ3 |
| Niederlande (NVPI)                                                                           | —            | Gold1      | —            | 50.000     | nvpi.nl                           |
| Spanien (Promusicae)                                                                         | —            | —          | Platin1      | 60.000     | elportaldemusica.es               |
| Vereinigte Staaten (RIAA)                                                                    | —            | 4× Gold4   | 7× Platin7   | 11.500.000 | riaa.com US2                      |
| Vereinigtes Königreich (BPI)                                                                 | 10× Silber10 | 6× Gold6   | 8× Platin8   | 6.380.000  | bpi.co.uk                         |
| Insgesamt                                                                                    | 10× Silber10 | 25× Gold25 | 28× Platin28 |            |                                   |